# Yaoguan
Yaoguan (chinesisch 姚關鎮 / 姚关镇, Pinyin Yáoguān Zhèn) ist eine Großgemeinde im Süden des Kreises Shidian der bezirksfreien Stadt Baoshan in der chinesischen Provinz Yunnan. Yaoguan besitzt eine Fläche von 195,2 km², davon 5100 ha Ackerland. Die Großgemeinde besteht zu 94 % aus Bergland, Anfang 2022 waren 53,5 % der Fläche bewaldet. Die Talsohle liegt 780 m über dem Meeresspiegel, der höchste Gipfel hat 2402 m. Pro Jahr fallen in Yaoguan etwa 1000 mm Regen, die Durchschnittstemperatur beträgt 13,8 °C. Ende 2021 hatte Yaoguan 39.602 registrierte Einwohner, die meisten davon Han-Chinesen, aber auch Blang, Dai, Bai, Miao, Lisu, Hui, Jingpo und Wa.
Im November 1986 wurde in der heutigen Einwohnergemeinschaft Yaoguan der Raumfahrer Gui Haichao geboren.

## Geschichte
Das Tal von Yaoguan war bereits im Paläolithikum besiedelt, auch neolithische Funde wurden gemacht. Als während der Westlichen Han-Dynastie um 100 v. Chr. der Handel mit Indien über die „Südliche Seidenstraße“ begann (im Prinzip die heutige Autobahn Hangzhou–Ruili) – das Gemeindegebiet gehörte damals zur Stammeskonföderation Ailao (哀牢) – wurde in Yaoguan eine Pferdewechselstation eingerichtet. Yaoguan hatte eine große strategische Bedeutung. Nachdem in Birma 1550 König Bayinnaung an die Macht gekommen war und begonnen hatte, das Land zu einigen, besetzte er bis 1566 unter anderem den heutigen Kreis Longchuan im Bezirk Dehong. Longchuan wurde anschließend von den Truppen der Ming-Dynastie zurückerobert und dort ein Befriedungsbüro (陇川宣慰司) eingerichtet. 1576 begann jedoch der dortige Befehlshaber Yue Feng (岳凤) mit den Birmesen zu kooperieren und eroberte seinerseits Yaoguan, um anschließend Shidian niederzubrennen.
1583 bat die Präfektur Yongchang (永昌府, das heutige Baoshan) die Regierung in Peking um Hilfe, woraufhin General Deng Zilong (邓子龙, 1531–1598) mit 3000 Mann aus Guangdong nach Yunnan entsandt wurde. Dengs offizieller Titel bei diesem Feldzug war „Stellvertretender Regionalkommandeur von Yongchang“ (永昌参将), er richtete sein Hauptquartier am Westhang des Schildkrötenbergs (龟山) 500 m südlich von Yaoguan ein. Dort gab es die aus zwei Teilhöhlen bestehende Qingping-Höhle (清平洞). In der nördlichen Höhle bezog der General selbst Quartier, in der südlichen 100 Mann seiner Leibwache. Trotz ihrer zahlenmäßigen Unterlegenheit gelang es den chinesischen Truppen, die birmesischen Elefantenreiter in einer Feldschlacht zu besiegen. Deng Zilong blieb noch sechs Jahre in Yaoguan, baute bis 1585 die Befestigungsanlagen aus und stationierte dort eine Tausendschaft. Der Stab war während der gesamten Zeit seiner Anwesenheit in der Höhle angesiedelt.
Deng Zilong benannte den Standort nach einem örtlichen Stammesführer nun offiziell „Yaoguan“, also „Pass des Yao-Clans“.
Obwohl Yaoguan eine Stadtmauer und eine Garnison besaß, zählte es nicht, wie in solchen Fällen üblich, als Großgemeinde, sondern war formaljuristisch eine der Kommandantur Shidian (施甸长官司) unterstehende Kaserne (千户所). Erst 1649, während der Südlichen Ming-Dynastie, wurde Yaoguan zur Gemeinde erhoben.
1940 wurde Yaoguan zur Großgemeinde hochgestuft und dem Kreis Baoshan unterstellt. Nachdem die Volksbefreiungsarmee am 5. Januar 1950 Baoshan erobert hatte, wurde am 23. Januar 1950 die Regierung des Gebiets Yaoguan (姚关区政府) eingesetzt. 1959 wurde aus den Dörfern des Gebiets die Volkskommune Yaoguan (姚关公社) gebildet, die jedoch 1961 wieder aufgelöst wurde. Die Dörfer wurden zunächst vom Kreis Baoshan, ab dem 1. Februar 1963 dann vom Kreis Shidian verwaltet, bis am 25. Februar 1974, während der Kulturrevolution, erneut eine eigenständige Volkskommune gegründet wurde. Diese wurde im April 1984 im Zuge der Reform- und Öffnungspolitik endgültig aufgelöst und zunächst wieder ein „Gebiet Yaoguan“ (姚关区) eingerichtet. Erst 1987 wurde eine Gemeinde geschaffen, die 2002 zur Großgemeinde hochgestuft wurde.

## Administrative Gliederung
Yaoguan setzt sich aus vier Einwohnergemeinschaften und acht Verwaltungsdörfern zusammen. Diese sind:
- Einwohnergemeinschaft Fuyang (富阳社区)
- Einwohnergemeinschaft Shanyi (山邑社区)
- Einwohnergemeinschaft Suanyuan (蒜园社区)
- Einwohnergemeinschaft Yaoguan (姚关社区), Regierungssitz der Großgemeinde
- Dorf Baima (摆马村)
- Dorf Dalinggang (大岭岗村)
- Dorf Dawuyi (大乌邑村)
- Dorf Doupo (陡坡村)
- Dorf Hewei (河尾村)
- Dorf Leidashu (雷打树村)
- Dorf Wayao (瓦窑村)
- Dorf Yangmeizhai (杨美寨村)

## Verkehrsanbindung
Yaoguan ist über die Staatsstraße S238 in Richtung Norden mit der Kreisstadt Shidian verbunden, und in Richtung Süden mit Lincang. In Richtung Osten und Westen bilden die in Nord-Süd-Richtung verlaufenden Gebirgszüge des Himalaya natürliche Barrieren, aber es ist möglich, über kleinere Straßen in die Nachbarkreise Changning und Longling zu gelangen.